# Penwood
Penwood är en by i Hampshire i England. Byn är belägen 32,2 km 
från Winchester. Orten har 620 invånare (2015).